# Syzygium purpureum
Syzygium purpureum är en myrtenväxtart som först beskrevs av Lily May Perry, och fick sitt nu gällande namn av Albert Charles Smith. Syzygium purpureum ingår i släktet Syzygium och familjen myrtenväxter. IUCN kategoriserar arten globalt som livskraftig.
Artens utbredningsområde är Fiji. Inga underarter finns listade i Catalogue of Life.